# Gigabyte Technology
Gigabyte Technology Co., Ltd. (čínsky: 技嘉科技; pinyin: Jìjiā Kējì), je nadnárodní společnost zabývající se výrobou a distribucí počítačového hardwaru.
Společnost Gigabyte Technology, výrobce a prodejce především základních desek osobních počítačů (PC), v prvním čtvrtletí roku 2015 prodala 4,8 milionu základových desek; pro porovnání, například Asus exportoval v tom samém kvartálu okolo 4,5 milionu kusů.
Společnost se umístila na sedmnáctém místě v žebříčku „Top 20 tchajwanských globálních značek 2010".
Jedná se o společnost s veřejně obchodovanými cennými papíry s působením na tchajwanské burze (Taiwan Stock Exchange) s identifikačním číslem TWSE: 2376.

## Historie
- Gigabyte Technology Co. Ltd. založil Pei-Cheng Yeh v roce 1986.[6]
- 1995 – zahajuje spolupráci se společností Intel[7]
- 2006 – klíčový rok v historii Gigabyte, vytvoření tzv. Ultra-Durable (odolnější) základní desky s tehdy výjimečnou konstrukcí "pevných kondenzátorů"[8]
- 8. srpna 2006 – Gigabyte oznámil spolupráci se společností Asus.[9]
- červenec 2007 – vyvinul jako první softwarově řízený napájecí zdroj[10]
- duben 2010 – představena inovativní metoda nabíjení u výrobků Apple (iPad a iPhone)[11]
- 31. květen 2011 – zahájil jako první výrobu základní desky Z68 s palubním mSATA SSD s technologií Response pro Intel[12]
- 2. duben 2012 – Gigabyte vyvinul základní desku s 60A obvody od International Rectifier.[13]

## Produkty
Gigabyte navrhuje a vyrábí základové desky pro obě platformy (AMD i Intel), dále grafické karty s AMD a NVIDIA GPU, včetně GeForce GTX 980 a Radeon R9 290X.
Komponenty společnosti využívají například tyto americké (USA) společnosti: Alienware, Falcon Northwest a Origin PC.
Další výrobky/odvětví společnosti Gigabyte:
- Osobní počítače
- Notebooky
- Monitory
- Tablety
- Chytré telefony
- Osobní digitální asistenty
- vybavení pro servery
- Síťové karty
- Optické mechaniky

Hardware:
- myš
- klávesnice
- počítačové skříně
- chladicí komponenty
- napájecí zdroje[15][16]

## Galerie

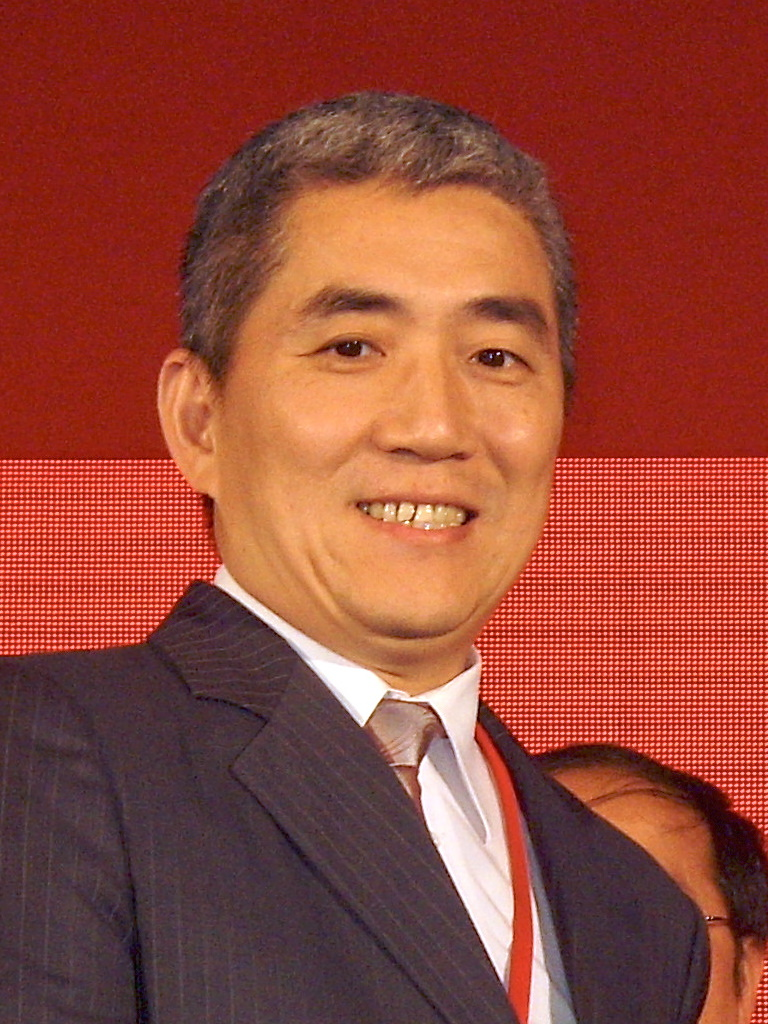
Zakladatel společnosti Pei-Cheng Yeh
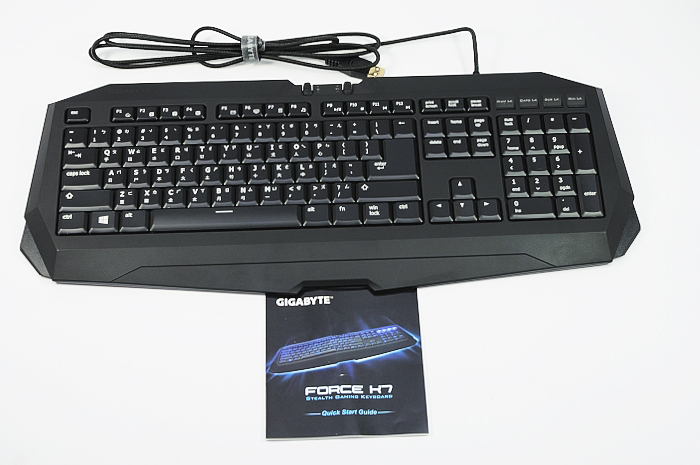
Ukázka podsvícené klávesnice značky Gigabyte™
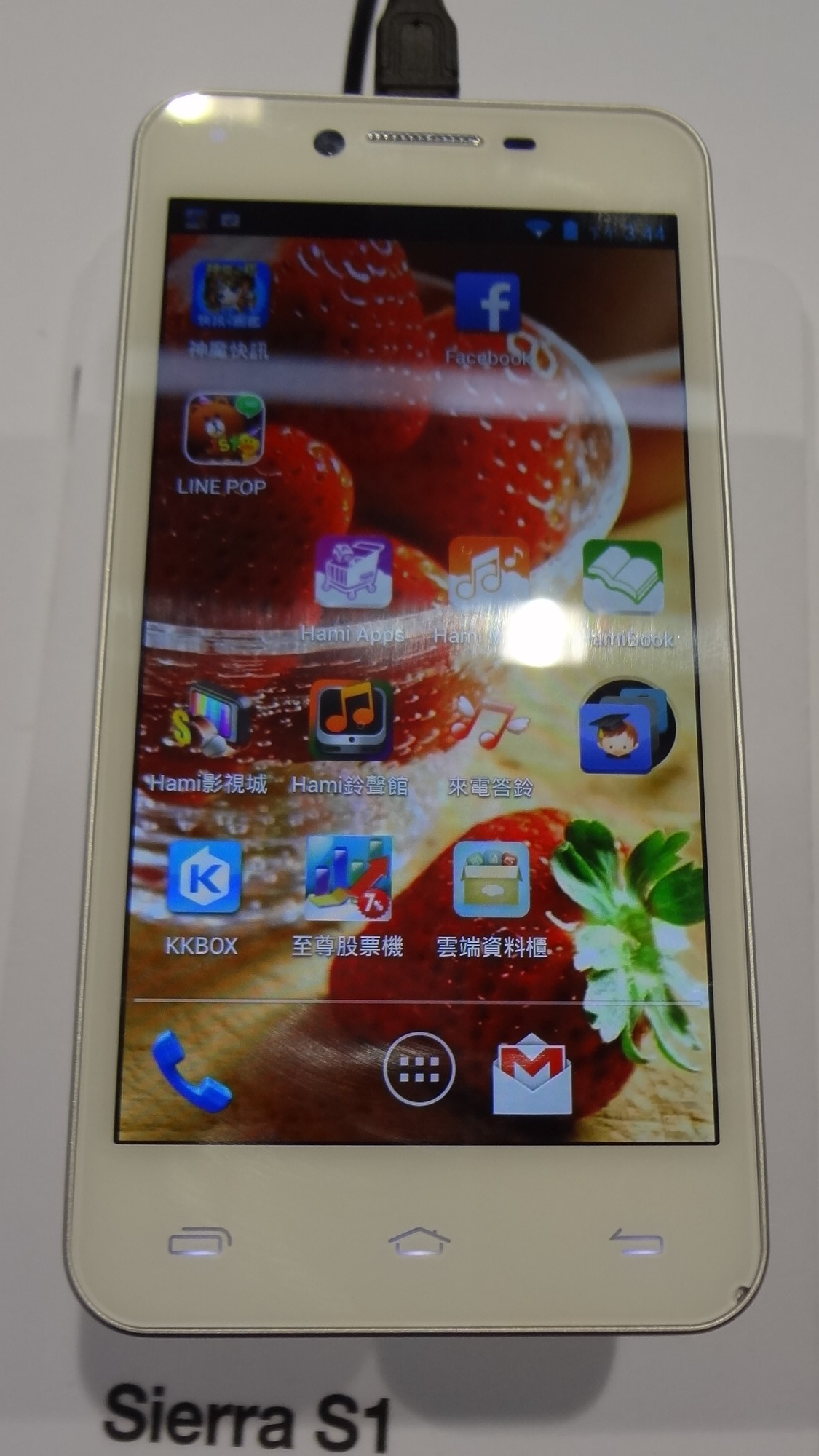
Smartphone Gigabyte GSmart SIERRA S1